# Lágrima (Tárrega)

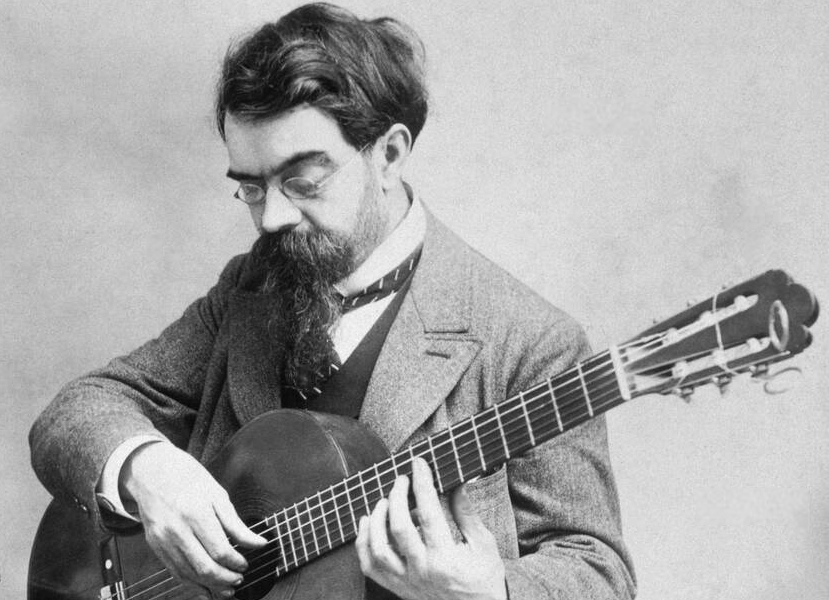
Francisco Tárrega

Lágrima es un preludio romántico para guitarra solista del guitarrista español Francisco Tárrega. Es una de las composiciones originales del autor más conocidas. Fue publicada por Ildefonso Alier.

## Análisis
Lágrima es una breve composición que consta de sólo 16 compases. Se tarda alrededor de 2 minutos en ejecutarse y su marca de tempo es andante . Tiene una estructura ABA, siendo la sección A en mi mayor y si en mi menor, cada una con 8 compases, y ha sido destacada abrumadoramente por la crítica por su sencillez y atmósfera melancólica. Como es habitual en la composición de Tárrega, la obra presenta algunas dificultades técnicas a pesar de su sencillez.
Fue compuesta entre finales de 1891 y principios de 1892, y pese a ser una de las piezas más interpretadas de Tárrega, Lágrima no ha sido incluida en un catálogo definitivo de sus obras. Sin embargo, se ha incluido en otras colecciones de piezas y se ha numerado según la posición en dichas colecciones o en grabaciones.

## Grabaciones notables
La siguiente es una lista de actuaciones notables de esta composición:
| Guitarrista    | Compañía discográfica | Año de grabación | Formato |
| -------------- | --------------------- | ---------------- | ------- |
| Narciso Yepes  | Deutsche Grammophon   | 1982             | CD      |
| David Russell  | Ópera tres            | 1991             | CD      |
| Norberto Kraft | Naxos Records         | 1994             | CD      |
| David Martínez | Naxos Records         | 2005             | CD      |
| Mats Bergström | Naxos Records         | 2009             | CD      |
| Pablo Garibay  | Naxos Records         | 2011             | CD      |